# 阅兵广场 (苏黎世)
47°22′11″N 8°32′20″E / 47.3697°N 8.5389°E

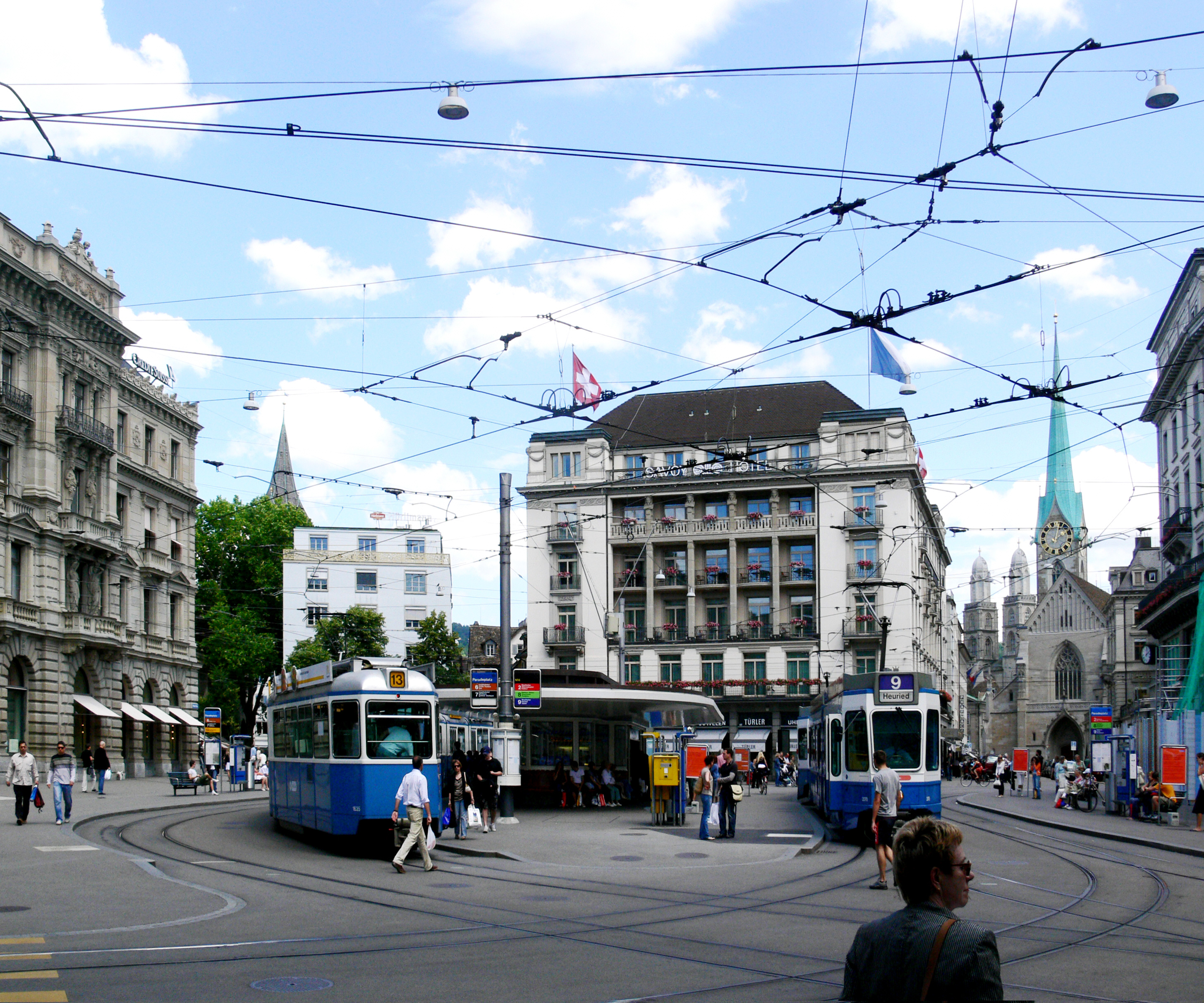
阅兵广场

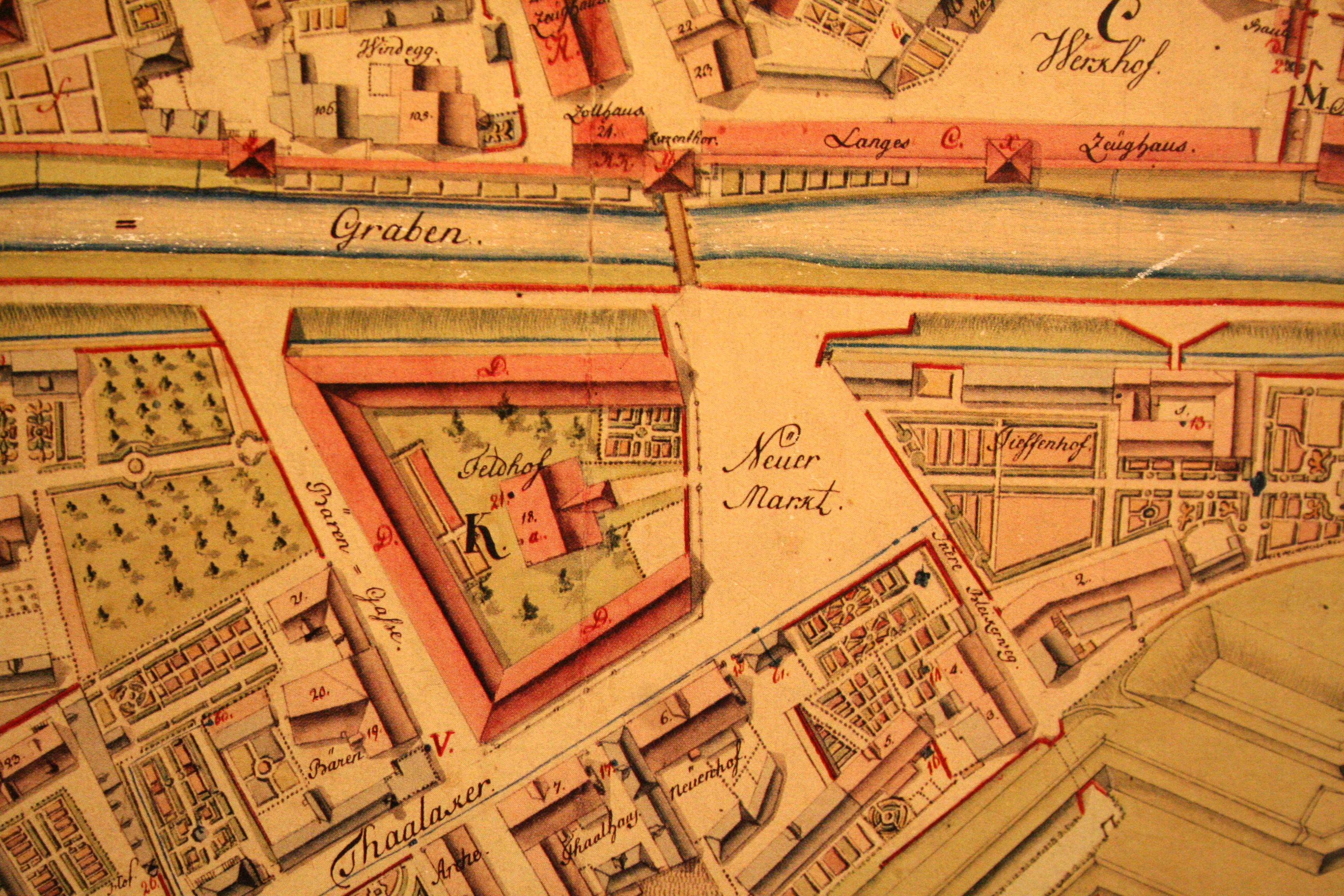
1793年的新市场，通过护城河上的桥可到城内

阅兵广场（Paradeplatz）是瑞士苏黎世市中心的一个广场，位于车站大街。这里是瑞士最昂贵的房地产之一，是财富和瑞士银行的同义语。瑞银集团 和瑞士信贷集团的总部都设于此。
此广场位于中世纪城墙外，1642年的新城墙将其纳入城内。在17世纪，这里是一个牲畜市场，称为猪市场（Säumärt），1819年更名为新市场（Neumarkt），1865年开辟车站大街后改为现名。 广场东侧的Baur en Ville酒店开设于1838年。
阅兵广场是苏黎世电车网络的主要枢纽之一，2路、6路、7路、8路、9路、11路、13路和17路在此停靠。 